# آداب البحث والمناظرة (كتاب)
كتاب آداب البحث والمناظرة لمؤلفه محمد الأمين بن محمد المختار بن عبد القادر الشنقيطي (توفي 1393هـ) كتاب في المنطق وأدب المناظرة، ألّفه إبان تدريسه له في الجامعة الإسلامية في المدينة المنورة، حيث قال في مقدمته: (وكانت الجامعة قد أسندت إلينا تدريس فن آداب البحث والمناظرة، وكان لا بد من وضع مذكرة تمكن طلاب الفن من مقصودهم، فوضعنا هذه المذكرة).
ثم بات من الكتب المقررة جامعيًّا في كثير من الكليات الشرعية الإسلامية، وقد اشتمل على بيان بعض المقدمات المنطقية؛ كمباحث الحد والبرهان، وأنواع الدلالة، وأقسام القضايا ونحو ذلك، بأسلوب سهل، جمع بين الوجازة ووضوح العبارة ودقتها، مع متانة المادة العلمية، والاعتناء بالأمثلة الواقعية، والنماذج التطبيقية، مما يعين طالب العلم على فهم الأصول والمسائل ذات الدقة والصعوبة، كما أنها تقرب من الثمرة المرجوة من هذا النوع من العلوم، كما قال المؤلف عن أهميته لطالب العلم الشرعي: (ومن أجل ذلك قررت في منهج هذه الكلية تدريس مادة (آداب البحث والمناظرة) لأنه هو العلم الذي يقدر به من تعلمه على بيان مواضع الغلط في حجة خصمه، وعلى تصحيح مذهبه بإقامة الدليل المقنع على صحته أو صحة ملزومه أو بطلان نقيضه ونحو ذلك).

## كتاب آداب البحث والمناظرة ومؤلفه
اسم الكتاب: "آداب البحث والمناظرة"، كتاب في المنطق وأدب المناظرة، ألّفه الشنقيطي إبان تدريسه له في الجامعة الإسلامية في المدينة المنورة، بأسلوب سهل وواضح، بعيدًا عن الشبه الفلسفية والمباحثات الجدلية العقيمة، فجاء كتابًا سهلًا واضحًا، ولذلك تكررت طبعاته وكثرت، كونه مقررًا على طلاب كلية الدعوة وأصول الدين في الجامعة الإسلامية في المدينة.
المؤلف: محمد الأمين بن محمد المختار بن عبد القادر الشنقيطي الجكني (ت 1393هـ).  

## زمن تأليف الكتاب
في النصف الثاني العقد التاسع من القرن الثالث عشر الهجري 1388هــ.
وقد فَرَغَ من الجزءِ الأولِ بتاريخِ (28/ 03/1388 هـ) كما فَرَغَ من الجزءِ الثانِي بتاريخِ (14/ 05/1388 هـ).

## سبب تأليف الكتاب
قال الشنقيطي في مقدمة كتابه: (ولما كان من المتوقع أن يواجه الدعاة إلى الحق دعاةً إلى الباطل مضللين، يجادلون لشبه فلسفية، ومقدمات سوفسطائية، وكانوا لشدة تمرنهم على تلك الحجج الباطلة كثيرا ما يظهرون الحق في صورة الباطل، والباطل في صورة الحق، ويفحمون كثيرا من طلبة العلم الذين لم يكن معهم سلاح من العلم يدفع باطلهم بالحق، وكان من الواجب على المسلمين أن يتعلموا من العلم ما يتسنى لهم به إبطال الباطل وإحقاق الحق على الطرق المتعارفة عند عامة الناس، حمل ذلك الجامعة - يعني الجامعة الإسلامية في المدينة المنورة - على إنشاء كلية الدعوة وأصول الدين، ومهمتها تخريج دعاة قادرين على تبليغ الدعوة بالحكمة والموعظة الحسنة، وعلى إقحام وإلزام الدعاة المضللين ببيان ما يصحح أدلتهم ويظهر بطلان حجج خصومهم.
ومن أجل ذلك قررت في منهج هذه الكلية تدريس مادة (آداب البحث والمناظرة) لأنه هو العلم الذي يقدر به من تعلمه على بيان مواضع الغلط في حجة خصمه، وعلى تصحيح مذهبه بإقامة الدليل المقنع على صحته أو صحة ملزومه أو بطلان نقيضه ونحو ذلك.
ومن المعلوم أن المقدمات التي تتركب منها الأدلة التي يحتج بها كل واحد من المتناظرين إنما توجه الحجة بها منتظمة على صورة القياس المنطقي.
ومن أجل ذلك كان فن آداب البحث والمناظرة يتوقف فهمه - كما ينبغي - على فهم ما لا بد منه من فن المنطق؛ لأن توجيه السائل المنع على المقدمة الصغرى أو الكبرى مثلا، أو القدح في الدليل بعدم تكرار الحد الوسط، أو باختلال شرط من شروط الإنتاج ونحو ذلك لا يفهمه من لا إلمام له بفن المنطق)

## موضوعات الكتاب
رتب المؤلف الكتاب على قسمين

### القسم الأول: مقدمات منطقية
أنواع العلم الحادث: [الدلالة وأنواعها]. فصل في مبادئ التصورات. فصل في مقاصد التصورات. فصل في مبادئ التصديقات. [فصل في تقسيم القضايا باعتبار الكم والكيف] فصل في التناقض. فصل في العكس. فصل في مقاصد التصديقات. فصل في القياس الاستثنائي

### القسم الثاني: في آداب البحث والمناظرة
فصل في تقسيم الكلام إلى مفرد ومركب وبيان ما تجري فيه المناظرة وما لا تجري فيه. فصل في التقسيم. فصل في شروط صحة التقسيم. فصل في بيان أوجه الاعتراض على التقسيم وبيان طرفي المناظرة في التقسيم. فصل في الأجوبة عن الاعتراضات الموجهة إلى التقسيم. فصل في التعريفات. فصل في أجوبة صاحب التعريف. فصل في تسمية طرفي المناظرة في التعريف. فصل في التصديق وبيان المناظرة فيه. فصل في الأجوبة عن المنع. فصل في المكابرة. فصل في النقض وأقسامه ويسمى النقضَ الإجمالي. فصل في الأجوبة عن النقض. فصل في أجوبة المعلل عن المعارضة. فصل في ترتيب المناظرة في التصديق. فصل في النقل. فصل في العبارة. فصل في المصادرة. فصل في الجواب الجدلي. فصل في انتهاء المتناظرَين
فصل في آداب المتناظرَين التي ينبغي أن يلتزماها. فصل في آيات قرآنية تستلزم طرقَ المناظرة المصطلح عليها. فصل في الكسر. فصل في المعارضة وأقسامها.  

## منهج المؤلف في الكتاب
قال الشنقيطي في مقدمة كتابه: (وكانت الجامعة قد أسندت إلينا تدريس فن آداب البحث والمناظرة، وكان لا بد من وضع مذكرة تمكن طلاب الفن من مقصودهم، فوضعنا هذه المذكرة، وبدأناها بإيضاح القواعد التي لا بد منها من فن المنطق لآداب البحث والمناظرة، واقتصرنا فيها على المهم الذي لا بد منه للمناظرة، وجئنا بتلك الأصول المنطقية خالصة من شوائب الشبه الفلسفية، فيها النفع الذي لا يخالطه ضرر البتة؛ لأنها من الذي خلصه علماء الإسلام من شوائب الفلسفة). [آداب البحث والمناظرة، الشنقيطي، دار عالم الفوائد، مكة، (ص 4)]

## أهمية الكتاب
1. أنه جمع بين الوجازة ووضوح العبارة ودقتها، وسهولة الأسلوب مع متانة المادة العلمية، وذلك ما يندر بالنسبة إلى طبيعة موضوع الكتاب.
2. أن المؤلف اعتنى بالأمثلة الواقعية، والنماذج التطبيقية، وأورد الكثير منها، فطبق القياس المنطقي بأشكاله على المناظرة في بعض مسائل الاعتقاد كالاستواء والرؤية، وطبق طرق الجدل والمناظرة على قوادح العلة في علم الأصول.
3. أن مؤلفه إمام محقق فقيه مفسر أصولي موسوعي، وقد اجتمعت له آلة الاجتهاد على وجه لم يُعرف عن غيره من معاصريه، وهو لم يُخْلِ كتابه هذا من بعض الترجيحات والتعقبات والنقودِ وإن لم يلتزم بذلك تجنبًا للإطالة، ولا شك أن عالمًا في مرتبته تجدر العناية بآرائه وترجيحاته.
4. أن المؤلف سلفي المعتقد، أثري المنهج، زيَّن كتابه بخاتمة نفيسة في الحض على التمسك بالسنة، واتباع منهج السلف الصالح في الاعتقاد، والإعراض عن طريقة الخلف، خصوصًا في الصفات الإلهية، التي كثر الخوض فيها بالباطل من بعض طوائف الأمة).[3]

## طبعات الكتاب
الكتاب له طبعات عدة ومتجددة، منها
1. آداب البحث والمناظرة، المحقق: سعود بن عبد العزيز العريفي، دار عالم الفوائد – طبعة مجمع الفقه الإسلامي، 1426هـ.
2. آداب البحث والمناظرة، للأمين الشنقيطي، مكتبة ابن تيمية، القاهرة، بدون تاريخ.
3. آداب البحث والمناظرة: للشيخ محمد الأمين الشنقيطي، أشرف على طبعه عطية محمد سالم. طبع بمطابع شركة المدينة للطباعة والنشر، جدة، 1388هـ.

## روابط خارجية
- https://ketabpedia.comتحميل/آداب-البحث-والمناظرة-للشنقيطي-للمكتب